# Монтичели д'Ољо
Монтичели д'Ољо (итал. Monticelli d'Oglio) је насеље у Италији у округу Бреша, региону Ломбардија.
Према процени из 2011. у насељу је живело 81 становника. Насеље се налази на надморској висини од 59 м.